# Что он Гекубе, что ему Гекуба?
«Что он Геку́бе? Что ему Геку́ба?» (англ. «What's Hecuba to him, or he to Hecuba…») — крылатая фраза из трагедии Уильяма Шекспира «Гамлет». Эти слова произносит принц Гамлет по поводу мастерства актёра, только что прочитавшего отрывок из монолога Энея, описывающий страдания Гекубы, жены убитого троянского царя Приама. Впечатлённый искусством перевоплощения актёра и его способностью переживать события, никак лично его не затрагивающие, Гамлет в очередной раз возвращается к знаменитому «гамлетовскому вопросу» о мотивах действия или бездействия человека.
Иносказательно фраза используется как в отношении человека, безразличного к чему-либо или кому-либо, так и по отношению к тому, кто вмешивается в не касающееся его дело.

## Исходная цитата
Не страшно ль, что актёр проезжий этот

В фантазии для сочиненных чувств,

Так подчинил мечте своё сознанье,

Что сходит кровь со щёк его, глаза

Туманят слёзы, замирает голос

И облик каждой складкой говорит,

Что он живет! А для чего в итоге?

Из-за Гекубы!

Что он Гекубе? Что ему Гекуба?

А он рыдает. Что б он натворил,

Будь у него такой же повод к мести,

Как у меня? Он сцену б утопил

В потоке слёз, и оглушил бы речью,

И свёл бы виноватого с ума,

Потряс бы правого, смутил невежду

И изумил бы зрение и слух.

А я,

Тупой и жалкий выродок, слоняюсь

В сонливой лени и ни о себе

Не заикнусь, ни пальцем не ударю

Для короля, чью жизнь и власть смели

Так подло. Что ж, я трус? …
— У. Шекспир. Гамлет (действие 2, сцена 2, перевод Б. Пастернака)
Иногда эта строка встречается также в переводе А. Кронеберга (1844) — «Что он Гекубе, что она ему?» и М. Вронченко (1828) — «Что он Гекубе иль ему она?».